# Еко (космічний апарат)
«Еко» (англ. Echo — луна), інші назви «Ей-10» (англ. A 10), «Еко-Ей 10» (англ. Echo A10) — американський експериментальний супутник зв'язку, невдало запущений за програмою Еко. Перший запуск ракети-носія Тор-Дельта/Дельта.

## Опис
Апарат був надувною кулею з поліетилентерефталату товщиною 0,0127 мм діаметром 30,5 метрів після наповнення. Кілька радіомаяків мали використовуватись для відстеження траєкторії апарата. Маяки працювали на частоті 107,9 МГц і живились від п'яти нікель-кадмієвих батарей, що заряджались 70 сонячними елементами, розташованими на поверхні кулі. Апарат мав використовуватись для експериментального супутникового зв'язку.

## Запуск
13 травня 1960 року о 09:16 UTC з космодрому Мис Канаверал ракетою-носієм «Тор-Дельта»/«Дельта>» було запущено апарат Еко. При запуску другого ступеня виник збій у системі управління висотою, і апарат не вийшов на орбіту.